# Adolf Daens
Augustinus Adolphus (Adolf) Daens (Aalst, 18 december 1839 – aldaar, 14 juni 1907) was een Belgisch geestelijke en politicus. Hij gaf (samen met zijn broer Pieter) zijn naam aan het daensisme, een sociaal-Vlaamsgezinde christendemocratische beweging, waaruit een onafhankelijke partij werd opgericht, m.n. de Christene Volkspartij, waarvan hij ook het programma schreef.

## Biografie
Adolf Daens werd geboren in een gezin van kleine middenstanders: zijn vader werkte als leidekker en zijn moeder was mutsenmaakster en winkelierster.
Hij volgde klassieke humaniora bij de paters jezuïeten in het Sint-Jozefscollege van zijn geboortestad Aalst. In 1859 trad hij in Drongen binnen in het noviciaat van de jezuïeten, waar hij als adjutor-professor fungeerde. Vervolgens werd hij leraar in verschillende jezuïetencolleges: van 1862 tot 1863 in Antwerpen, van 1863 tot 1865 in Bergen en van 1865 tot 1866 en van 1868 tot 1869 in Turnhout. Ondertussen studeerde hij van 1866 tot 1868 en van 1870 tot 1871 filosofie en theologie aan de Katholieke Universiteit Leuven.
Na spanningen met zijn oversten werd Daens in 1871 ontslagen uit de jezuïetenorde. Hij verzette zich tegen de beslissing, maar werd niet opnieuw aanvaard. Hetzelfde jaar werd hij toegelaten tot het Grootseminarie van Gent, waar hij in 1873 priester werd. Van 1873 tot 1876 was hij leraar aan het Bisschoppelijk College van Oudenaarde, waarna hij van 1876 tot 1877 parochiepriester was in Sint-Niklaas. In 1877 werd hij opnieuw aanvaard bij de jezuïeten in Drongen, maar een paar dagen later besliste hij terug te keren naar zijn geboortestad Aalst. Nadat Daens opnieuw seculier priester geworden was, werd hij van 1878 tot 1879 onderpastoor in Kruishoutem en van 1879 tot 1888 leraar aan het Bisschoppelijk College van Dendermonde. In die periode werd hij ook geconfronteerd met enkele ambtelijke problemen: een sollicitatie om leraar aan het Sint-Barbaracollege van de jezuïeten in Gent te worden mislukte, evenals drie pogingen om aalmoezenier te worden van de pupillenschool en het hospitaal van Aalst.
In 1888 nam Daens vrijwillig ontslag als leraar in Dendermonde. Hij kreeg vervolgens een parochiaal ambt in Drongen aangeboden, maar Daens weigerde. Hij keerde terug naar Aalst, waar hij bij zijn broer Pieter inwoonde. Hij gaf privélessen aan kinderen van welstellende ouders, vertaalde op eigen initiatief Hebreeuwse teksten, schreef heiligenlevens en werkte occasioneel mee aan de activiteiten van zijn broer, die uitgever was. In 1892 deed hij een laatste poging om aalmoezenier in Aalst te worden, maar dat mislukte door het verzet van de Aalsterse conservatieve katholieken, die ontevreden waren over de politieke oriëntering van zijn broer Pieter, die een aanhanger van de christendemocratie was.
Getroffen door de mensonwaardige omstandigheden in de fabrieken van Aalst, ging hij zich interesseren voor het lot van de arbeiders en riep hij de daensistische beweging in het leven. Als uitvloeisel hiervan werd in 1893 de flamingantische Christene Volkspartij opgericht, daarbij geïnspireerd door de pauselijke encycliek Rerum Novarum van paus Leo XIII. De Christene Volkspartij streefde het democratiseren en het radicaliseren van de Katholieke Partij na. De stichting van de partij bracht Daens te midden van de Roelanders, een groep sociaal vooruitstrevende Vlaamsgezinden uit de regio Aalst-Ninove. Zijn engagement in de Christene Volkspartij bracht hem in conflict met de Gentse bisschop Antoon Stillemans.

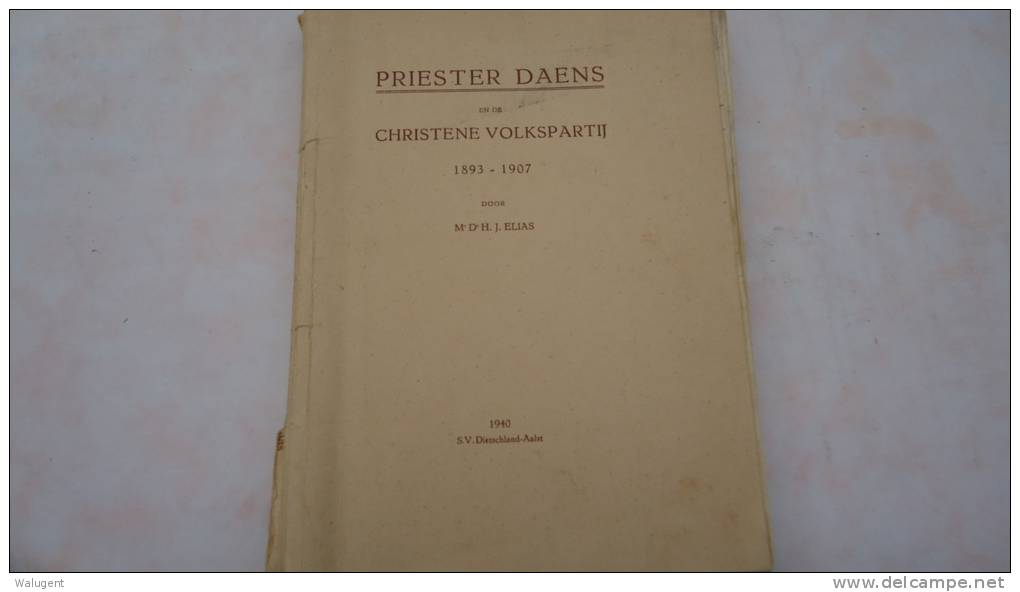
Priester Daens en de Christene Volkspartij, 1893

In 1894 was Daens als lijsttrekker van de Christene Volkspartij in het arrondissement Aalst kandidaat voor de Kamer van volksvertegenwoordigers. In 1893 was het algemeen meervoudig stemrecht ingevoerd, waardoor nu alle mannen van 25 jaar of ouder konden gaan stemmen. Het aantal kiesgerechtigden was hiermee vertienvoudigd. De katholieken behaalden in het arrondissement Aalst een volstrekte meerderheid, maar vermoedens van kiesfraude leidden tot een gedeeltelijke herkiezing, waarbij Daens tot volksvertegenwoordiger werd verkozen, een functie die hij tot in 1898 uitoefende.
Omdat Daens in de kiesstrijd gesteund werd door de liberalen en de socialisten, kreeg hij van bisschop Stillemans het verbod om in het openbaar de mis te lezen. Als onderdeel van een plan tot publieke veroordeling, voorbereid door de Brusselse nuntius, werd Daens in mei 1895 ontboden in het Vaticaan. Hij kreeg daarbij de bedekte waarschuwing dat hij beter de politiek kon verlaten. Daens weigerde op de aanmaning in te gaan, waardoor het conflict met de bisschop escaleerde. In de periode 1895-1897 kreeg hij nog een tiental sancties van de Gentse bisschop. Uiteindelijk stemde Daens er in 1898 mee in om af te zien van elke directe en indirecte politieke activiteit. Als tegenprestatie kreeg hij een redelijk bezoldigd kerkelijk ambt. Omdat de kerkelijke overheid haar belofte niet kon nakomen, keerde Daens spoedig terug naar de Christene Volkspartij. Hierdoor escaleerde het conflict met bisschop Stillemans opnieuw en in 1899 werd Daens uit zijn ambt van priester ontzet. In 1905 werd hij door het Vaticaan officieel veroordeeld. Toen Daens zich in februari 1907 met de Kerk verzoende, werd hij uit de Christene Volkspartij gezet.

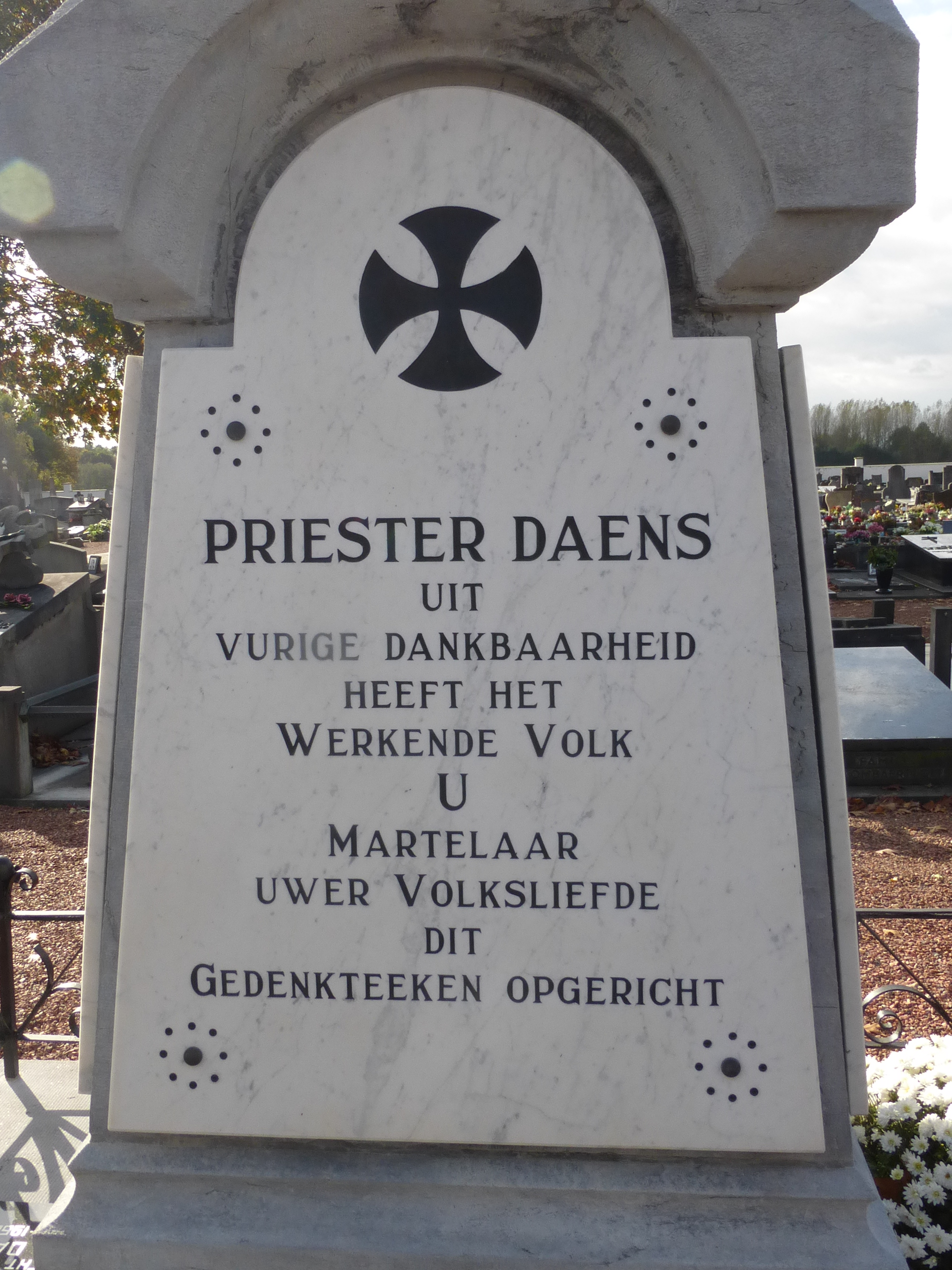
Het graf van Adolf Daens in het kerkhof van Aalst.

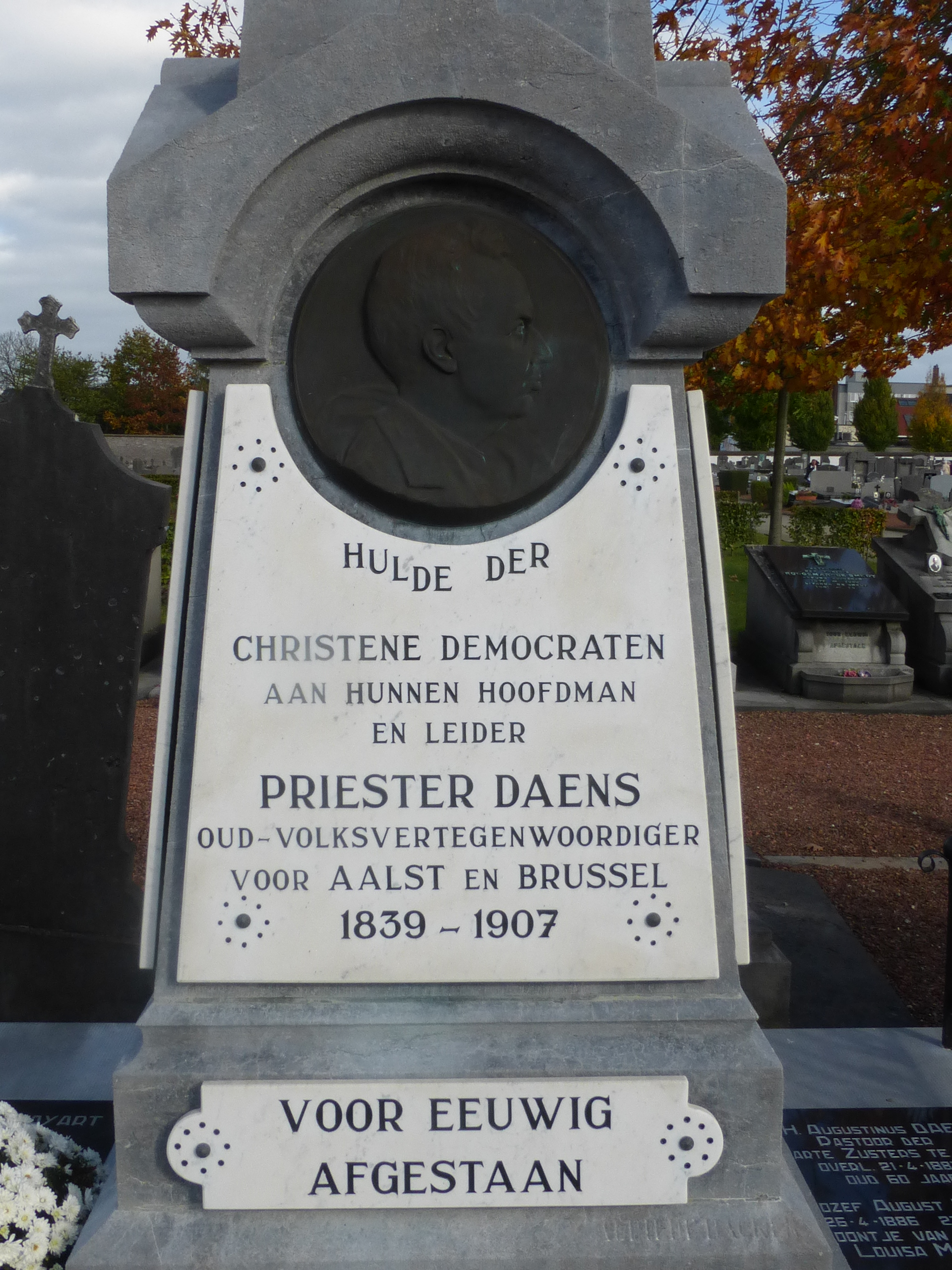
Het graf van Adolf Daens in het kerkhof van Aalst, met gedenkplaat.

Van 1902 tot 1906 zetelde Daens opnieuw in de Kamer, ditmaal voor het arrondissement Brussel. In 1905 ondertekende hij samen met zijn broer een daensistisch wetsvoorstel tot vernederlandsing van de Rijksuniversiteit Gent.

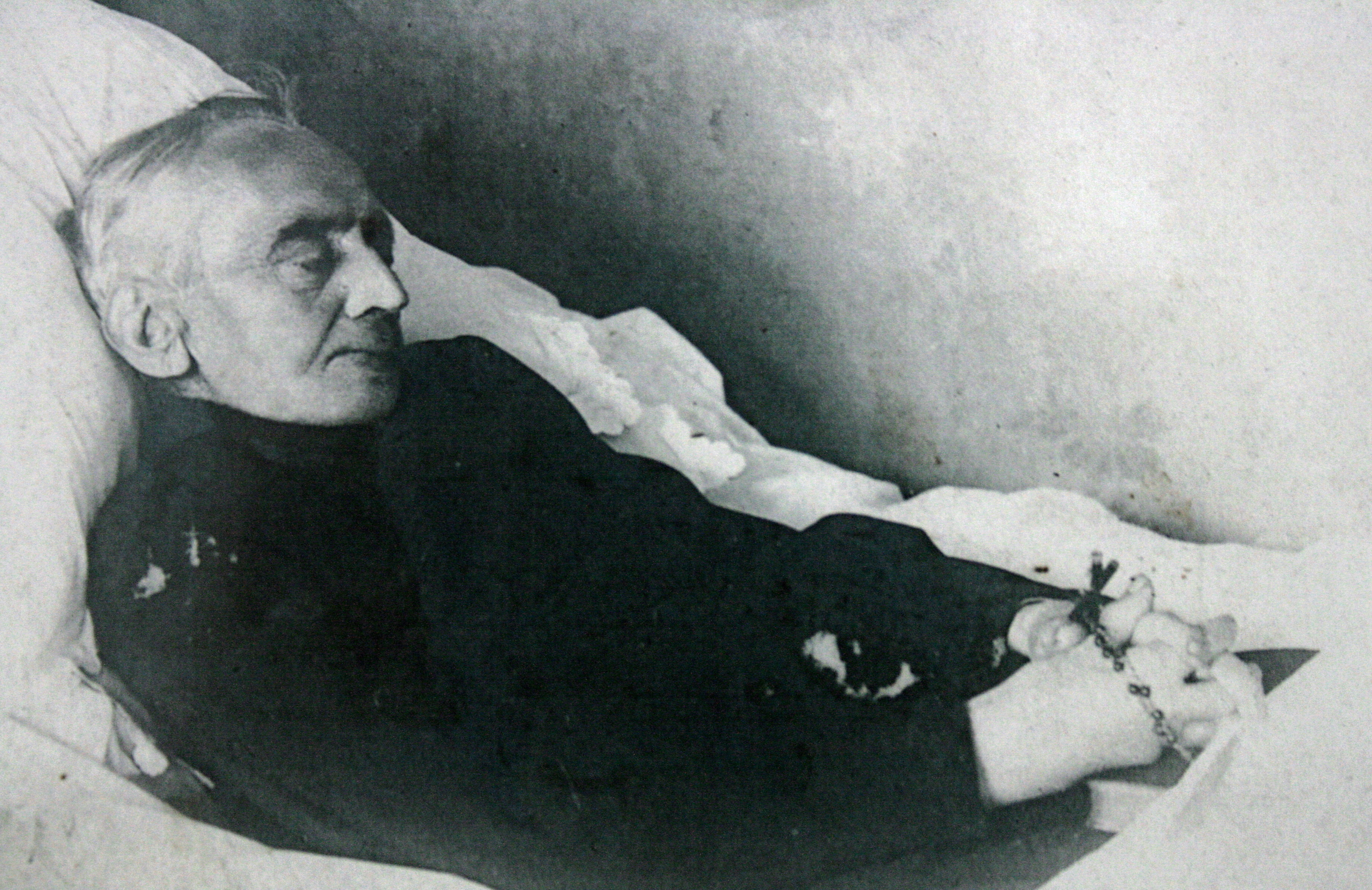
Adolf Daens in zijn sterfbed.

## Eerherstel
108 jaar na zijn overlijden, op 6 juni 2015, kreeg Daens eerherstel van kerkelijke zijde. Monseigneur André-Joseph Léonard, aartsbisschop van Mechelen-Brussel, ging voor in de jaarlijkse mis ter herdenking van Daens. Later op de dag legde hij bloemen op zijn graf.
Hij zei onder andere: Ik ben hier vandaag voor eerherstel. Spijtig genoeg werd priester Daens niet ondersteund door de bisschop en de aartsbisschop. Ze hebben hem niet geholpen maar veroordeeld. Hadden ze hem begeleid, wat een kans was dat geweest voor het geloof in de streek. Vandaar dat ik hier vandaag ben als aartsbisschop om Daens in ere te herstellen. Beter laat dan nooit. In zijn strijd voor het arme volk behield hij altijd zijn geloof en is hij trouw gebleven aan de leer van de Kerk. De priester voerde een goede strijd voor de arbeiders, die schandelijk werden uitgebuit. Ze werden blootgesteld aan de misbruiken van hun bazen en aan de arrogantie van hun volksvertegenwoordigers, die hun taal – het Vlaams – misprezen.

## Erkenningen

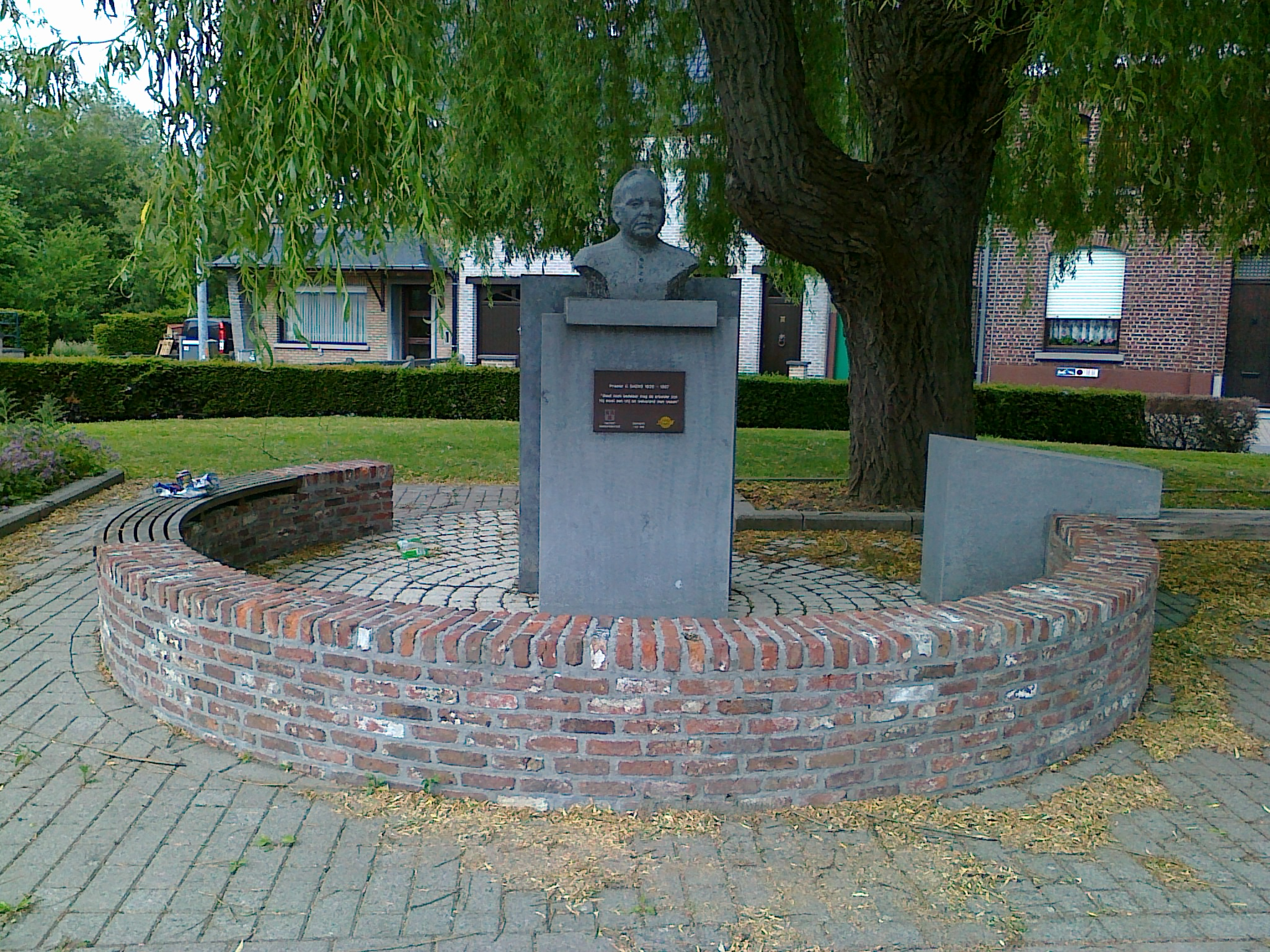
Standbeeld Priester Daens in Ede.

- Ter ere van de vijftigste verjaardag van zijn overlijden werd in Aalst een standbeeld ingewijd met een opschrift verwijzende naar zijn toewijding: De arbeider mag geen slaaf of bedelaar zijn, hij moet een vrije en welvarende man zijn.
- In 2004 kende Aalst hem de titel van ereburger van de stad toe.

## Straatnamen
- In Kruibeke en Sint-Amandsberg (Gent) is een straat naar hem vernoemd.
- In Aalst draagt het Priester Daensplein zijn naam.[5]
- In Ede, wijk van Haaltert, is er het Priester Daenspleintje.[6]
- De Priester Daenslaan is vernoemt naar Daens in Welle, een deelgemeente van Denderleeuw.
- De A. Daenslaan in Sint-Lennaarts (Brecht).

## Literaire verwerking
Louis Paul Boon publiceerde in 1971 de roman Pieter Daens, waarin Pieter Daens, de broer van Adolf, de vertelfiguur is. Dit boek diende als basis van de toneelbewerking (1979) voor het NTG door Frans Redant en Walter Moeremans (met onder anderen Roger Bolders en Herman Coessens) en achteraf de film Daens door Stijn Coninx uit 1992 (met onder andere Jan Decleir als Adolf Daens).
Door het boek van Boon en vooral door de film werd het historisch belang van de broers Daens enigszins uitvergroot. Hoewel figuren als Henri Carton de Wiart belangrijker waren voor het ontstaan van de christendemocratie in België, zijn de gebroeders Daens het symbool geworden van de zware strijd tegen het conservatieve katholicisme, dat de emancipatie van brede lagen van de bevolking in de weg stond. Deze strijd heeft voor Aalst en omgeving blijvende politieke gevolgen gehad.
In oktober 2008 ging de musical Daens, gebaseerd op het boek en de film, in première in het oude postsorteercentrum X te Antwerpen, België. Door het onverwachte succes van deze Studio 100-productie werden de voorstellingen verlengd tot in februari 2009. Een hernieuwde versie van de musical ging op 21 februari 2020 in première. Deze voorstellingen liepen tot 1 oktober 2022.
Daens eindigde in 2005 op de vijfde plaats in de Nederlandstalige versie van de De Grootste Belg-verkiezing. Zijn broer Pieter strandde op de 152ste plaats.